# 2017年成都机场无人机入侵系列事件
成都双流国际机场无人机入侵事件为2017年3月至5月间的一系列无人航空飞行器入侵成都双流机场空域的安全事件。出于航空安全考量，空域入侵事件事实上造成了成都双流机场进港航班备降他处，以及出港航班的大面积延误。
截至2017年5月1日，据央视新闻报道，系列事件历经17天共9起；而相关空域入侵事件仍然在持续发生。
双流机场入侵在2016年即发生过，但是事件零星发生，不如此阶段频度之高。

## 系列入侵事件
| 时间                                | 地点                                            | 影响                                                                           |
| ----------------------------------- | ----------------------------------------------- | ------------------------------------------------------------------------------ |
| 3月20日15时至16时                   | 成都双流机场                                    | -                                                                              |
| 4月14日14时05分                     | 成都双流机场西跑道北侧30公里区域                | 成都上空3架航班绕行，地面航班等待5分钟                                         |
| 4月17日14时15分                     | 成都双流机场跑道北侧18公里区域                  | 多架域内航班空中等待，2架飞往成都的航班备降其他机场                            |
| 4月18日18时26分、18时38分           | 成都双流机场西跑道北侧3.7公里区域及14.8公里区域 | 22架飞往成都的航班备降其他机场，23架航班出港延误                               |
| 4月21日14时38分、15时40分、17时06分 | 成都双流机场20R跑道附近                         | 58个航班备降西安、重庆、贵阳和绵阳，4架飞机返航，超1万名旅客出行受阻被滞留机场 |
| 4月26日                             | 成都双流机场                                    | 21架次航班备降、返航                                                           |
| 4月30日18时                         | 成都双流机场                                    | 10个航班备降                                                                   |
| 5月3日17时                          | 成都双流机场                                    | 5个航班备降，1个航班返航                                                       |

## 背景

### 中国大陆的无人机管制
未申报“飞行计划”即进行无人机飞行的行为，被称作“黑飞”，是违反管制的行为；但事实上，这类行为的管理也很松散。另外一方面，对于飞行计划的申请审批，却需要相当的时间流程，这使得不少无人机飞行人员不进行申报，而通过自我规范进行飞行。
根据中国民用航空局（Civil Aviation Administration of China，CAAC）于2015年12月29日发文的《轻小无人机运行规定（试行）》中的规定：
|  | 2.5 Ⅰ类无人机使用者应安全使用无人机，避免对他人造成伤害，不必按照本咨询通告后续规定管理。 |

即，对于飞行器重量超过7kg，或是在视距范围外飞行（或称超视距飞行，BVLOS），无人飞行器的操作人员才需要考取无人机资质
。
相较于日新月异的民用无人机市场，中国大陆官方管制法规的出台稍显迟缓。
四川也出台过地方性的管理规章；四川地区在中国军区规划中属于成都军区及西部战区，其在2016年9月1日，由西部战区空军参谋部、民航西南地区管理局、民航西南地区空中交通管理局和四川省公安厅联合发布《关于加强全省军民航机场净空区域安全保护的通告》。

### 2017年的无人机干扰事件
2017年，中国大陆无人机干扰民用载人航空事件：
- 1月15日，有无人机闯入萧山机场航线区域，逼近正在降落的航班；事后无人机操作员还发布了拍摄到的视频[17][18]
- 2月2日、3日，昆明长水机场发生4起无人机事件，其中一起，无人机离空中客机仅有50-70米[19]。
- 2月5日，昆明长水机场又发生2起无人机闯入机场净空保护区事件，无人机直接飞入了长水机场的跑道区域。[20]
- 2月26日，重庆江北机场在跑道南端的洋人街、大剧院区空域发现无人机活动。塔台随后指挥后续航班绕行，造成当日13:25-16:13进近转向，出港航班等待[21]。
- 5月1日，长水机场发生无人机事件，受影响航班共32班,其中28班返航,4班备降[22]。
- 5月9日约12时49分，重庆江北机场南部方向遭遇无人机干扰，12架次航班备降，至13时49分左右恢复起降[23][24]。

民航部门提供的数据，中国大陆在2015年发生无人机扰航4起，2016年23起。

## 官方反应

### 四川警方
四川省公安厅在4月20日召开新闻通气会，宣布对一段时间的无人机入侵空域并干扰航班飞行的事件予以立案，并通报案件情况。同时予以举报该类违法飞行线索的举报人，不低于10000元人民币的奖励。
5月1日，成都警方就加强成都双流国际机场净空区域安全保护问题发布通告，主要还是以早先发布的《关于加强全省军民航机场净空区域安全保护的通告》为基础，重申飞行申请与机场净空区域等内容，并鼓励群众对黑飞行为进行举报。

### 中国民用航空局
中国民航局（CAAC）在2017年5月12日召开无人驾驶航空器专项整治工作部署电视电话会，数日后的5月16日即下发了《民用无人驾驶航空器实名制登记管理规定》，要求自2017年6月1日起，起飞重量在250克及以上的民用无人机拥有者进行实名登记管理。
具有大陆官方背景的新华社的相关文章指出，匆匆上马的无人机实名制与大陆的无人机“黑飞”（未登记且未报备）乱象有关，并特别提及了5月对民航机场的干扰。
然而在5月18日，该系统上线试运行首日，即有网友发现系统存在隐私泄露漏洞，可借由未加密二维码获得URL，通过修改其中数字编号，轻易查看其他人的身份信息。而在无人机爱好者间也流传该系统实为由商用的电子商城系统改造而来。
除了登记系统自身的安全问题，《民用无人驾驶航空器实名制登记管理规定》的整体规划也值得推敲，例如据信在系列扰航事件中的固定翼航模，并不在此规定的管辖范围内；相比在中国大陆已经实行的网络实名制和手机号码实名制，无人飞行器作为实体存在二手交易，而规定要求的“登记号”无法进行链式实名登记转移，只能进行注销与再注册。

### 中华人民共和国工业和信息化部
中华人民共和国工业和信息化部（通常简称“工信部”）在该系列事件约8个月后，其下辖装备工业司于2018年1月26日于其网站发布通知，公布了《无人驾驶航空器飞行管理暂行条例（征求意见稿）》以及附属说明。
该征求意见稿由中华人民共和国国务院与中华人民共和国中央军委空中交通管制委员会办公室共同起草，对俗称的无人机与航模等飞行器的管理提出了意见。

## 民间反应

### 大疆创新
中国的无人机制造企业，深圳大疆公司在2017年4月20日，即发布声明，针对一系列无人机威胁航空安全事件进行表态。之后于4月25日追加发布公告，称奖励举报干扰成都机场运行的线索
，由于奖励金额确定为“最高额人民币100万元”，在传媒中也被称作“百万悬赏”。
其早在3月2日，即发布了多边形禁飞区策略，首先于中国大陆的机场附近生效。该策略疑似为针对早先杭州萧山机场无人机干扰事件的一项回应。大疆同时在其微信公众号的推送中，解释了具体实行多边形禁飞区策略的首批机场。

### 5imx
5imx是中国大陆的一个遥控模型与无人机玩家论坛，其上有用户『ajerk』发表主题名为
《成都黑飞无人机事件背后的利益关系让人细思极恐》的帖子，目前已无法访问，但转载与相关截图仍在一些社交网站流传。

### 知乎上的讨论
在中国大陆的问答网站知乎上，有网友针对该次系列事件进行了讨论与分析，主要集中在《如何看待 4 月 17 日、18 日成都无人机造成民航备降事件？》《如何看待连续两天双流机场无人机黑飞事件？》两个提问中。
匿名网友以及『玩游戏要用台式机』的回答，指向了来自于成都当地的飞云检测系统与福来鹰公司。而几家公司或协会的交织，集中于一个名为“张伟”的人身上：其既是福来鹰通用航空有限公司的董事长，也是四川省通用航空协会的秘书长。
网友分析认为，飞云系统需要一个契机，成为目前在中国大陆尚属空白的主动式无人机监管系统的标配部件，而成都发生的无人机入侵空域事件，以及造成的舆论影响，则可能成为这一系统审批与推进的外部力量。但也有人指出，这样的分析有阴谋论的成分。
有媒体根据网友的推测，进行了对相关当事人采访申请，但是遭到了拒绝。

## 类似事件
- 2016年6月11日，迪拜国际机场空域遭到入侵，被迫关闭69分钟，22架飞机备降[44]。
- 2017年1月15日，有无人机在杭州萧山机场附近拍摄，逼近正在降落飞机航线。事后该无人机操作者还在大疆创新的讨论区发布了拍摄到的飞机降落视频。[17][18]
- 2017年5月1日，也就是系列事件同时发生期间，昆明长水国际机场也发生了类似被无人机干扰的事件[22]。